# Березовский, Николай Тихонович
Никола́й Ти́хонович Березо́вский (4 (17) мая 1900, Санкт-Петербург — 27 августа 1953, Нью-Йорк) — американский композитор, дирижёр и скрипач русского происхождения.

## Биография
Учился в инструментальных классах придворной Капеллы в Петербурге (1908—1916), играл на скрипке в оркестрах Саратовского оперного театра (1917—1919) и Большого театра (1919—1920). В 1920 покинул Россию, жил сначала в Вене, где учился как скрипач у Роберта Поллака, а в 1922 перебрался в Нью-Йорк и вскоре стал членом филармонического оркестра этого города. В 1927 совершенствовался в Джульярдской школе музыки у Рубина Голдмарка (композиция) и Павла Коханьского (скрипка), год спустя получил американское гражданство. Ещё через год Березовский уехал в Европу, но вскоре вернулся в США, где в 1935—1940 играл в струнном квартете Кулиджа, был дирижёром оркестра радио CBS (1932—1936 и 1941—1946). Женился на Алисе Ньюман, известной пианистке, которая позже опубликовала мемуары «Дуэт с Ники» об их ранних годах вместе. В 1944 он получил грант от Национального института искусств, в 1948 — стипендию Гуггенхайма. В стиле Березовского-композитора ярко проявляются черты русского народного мелоса, мастерская оркестровка. Большой популярностью пользовались его симфонии (их включал в свой репертуар Сергей Кусевицкий), инструментальные концерты и детская опера «Слонёнок Бабар».

## Основные сочинения
Оркестровые сочинения и концерты
- Симфония № 1, ор. 12 (1931)
- Симфония № 2, ор. 18 (1934)
- Симфония № 3, ор. 21 (1937)
- Симфония № 4, ор. 27 (1943)
- Симфониетта, ор. 17 (1932)
- Интродукция и аллегро для маленького оркестра, ор. 8 (1945)
- Концерт для скрипки с оркестром, ор. 14 (1930)
- «Лирический концерт» для виолончели с оркестром, ор. 19 (1935)
- Концерт для альта с оркестром, ор. 28 (1941)
- Концерт для кларнета с оркестром, ор. 29 (1941)
- Концерт для арфы с оркестром, ор. 31 (1945)
- Пассакалья для терменвокса с оркестром (1948)

Вокальные сочинения
- «Гильгамеш», кантата для чтеца, голосов соло, хора и оркестра, ор. 33 (1947)
- «Слонёнок Бабар», детская опера в одном действии, ор. 40 (1953)

Камерные сочинения
- Тема с вариациями для кларнета, струнных и фортепиано, ор. 7 (1926)
- Струнный квинтет, ор. 16 (1933)
- Дуэт для кларнета и альта, ор. 15 (1941)
- Сюита для духового квинтета, ор. 22 (1941)
- Сюита для семи медных инструментов, ор. 24 (1942)
- Фантазия для двух фортепиано, ор. 9 (1944)
- Струнный секстет, ор. 26 (1951)